# 石井彦壽
石井 彦壽（いしい ひこなが、1941年11月26日 - ）は、日本の裁判官、弁護士。最高裁判所調査官や、仙台地方裁判所長、仙台高等裁判所部総括判事、東北大学大学院法学研究科教授等を経て、東北大学名誉教授。宮城県仙台市出身。

## 人物・経歴
宮城県仙台第二高等学校を経て、1966年東北大学法学部卒業、東北大学大学院法学研究科私法学専攻修士課程進学。1967年大学院中退、司法修習生。1969年福島地方裁判所判事補。1972年大阪地方裁判所判事補。1975年鹿児島地方裁判所名瀬支部長。1976年東京高等裁判所判事職務代行。
1979年盛岡地方裁判所一関支部長。1981年最高裁判所調査官。1986年仙台高等裁判所判事。1989年仙台高等裁判所事務局長。1994年仙台地方裁判所部総括判事。1999年盛岡地方裁判所長、盛岡家庭裁判所長。2001年仙台地方裁判所長。2003年仙台高等裁判所部総括判事。
2004年東北大学大学院法学研究科総合法制専攻教授。2005年勅使河原協同法律事務所客員弁護士。2011年東北学院大学大学院法務研究科教授。2015年東北大学大学院法学研究科総合法制専攻客員教授。放送倫理・番組向上機構放送倫理検証委員会委員、宮城テレビ放送番組審議会委員長等も務めた。東北大学名誉教授。